# Łapczyna Wola
Łapczyna Wola – wieś sołecka w Polsce położona w województwie świętokrzyskim, w powiecie włoszczowskim, w gminie Kluczewsko.
W latach 1954–1959 wieś należała i była siedzibą gromady Łapczyna Wola, po jej zniesieniu w gromadzie Dobromierz. W latach 1975–1998 miejscowość administracyjnie należała do województwa piotrkowskiego.
Wierni Kościoła rzymskokatolickiego należą do parafii św. Jakuba w Stanowiskach.

## Historia

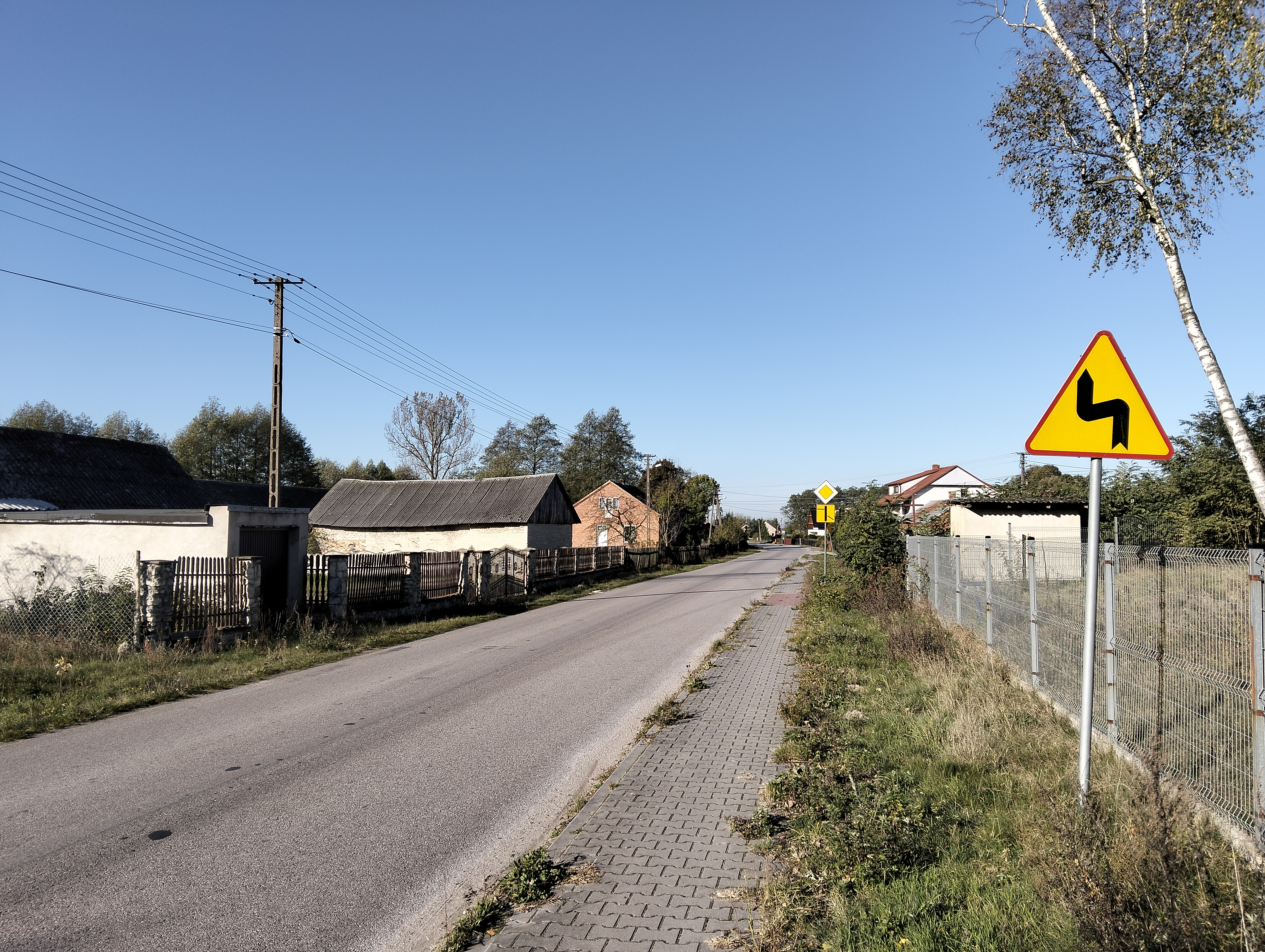
Fragment wsi

Łapczyna Wola w XVI wieku, wieś w ówczesnym powiecie chęcińskim, ziemi sandomierskiej. W roku 1540 wieś nazywano Borkowa Wola używając także nazwy Wola Łapczyna, właścicielem był wówczas Jan Rozenkowski Łapka. od którego imienia zapewne „ukuto” nazwę wsi.
W początkach wieku XVIII własność Bobrownickiego, starosty przedborskiego, żonatego z Orzechowską chorążanką lubelską. Istniał tu w r. 1704 zbór kalwiński, W roku  1730 jego ministrem był  Samuel Aram. W r. 1754 zbór był już zamknięty.
W wieku XIX Wola Łapczyna, wieś i folwark w powiecie koneckim, parafii Stanowiska. 
Według spisu miast, wsi, osad Królestwa Polskiego z roku 1827 było we wsi 24 domy i 209 mieszkańców.

## Zabytki
- Ruiny zboru kalwińskiego z XVII wieku.